# 内谷 (さいたま市)
内谷（うちや）は、埼玉県さいたま市南区の町丁。現行行政地名は内谷一丁目から七丁目。住居表示実施地区。かつては美谷本村や美笹村や戸田町（現戸田市）に属する大字内谷であったが、その一部を旧浦和市に編入した経緯から両市に跨る地名となっている。もとは江戸期より存在したひとつの内谷村であった。郵便番号は336-0034。

## 地理
さいたま市南区南部の沖積平野に位置する。地区の東側で白幡、南側で戸田市美女木・美女木北、西側で松本、北側で曲本や沼影と隣接する。すぐ北側に位置する曲本同様に東西に長い地域である。東部を東日本旅客鉄道（JR東日本）埼京線北戸田駅・武蔵浦和駅間および東北新幹線上野駅・大宮駅間、中央を埼玉県道79号朝霞蕨線、西部を国道17号新大宮バイパスおよび首都高速埼玉大宮線が南北に貫いている。全域が市街化区域に指定され、武蔵浦和駅や北戸田駅は徒歩圏内で、都心へのアクセスの良さからマンションや戸建の住宅地が広がっている。戸田市美女木に近い南部では東京都が近いため出版関係の物流拠点が多かったが、次第に移転し、跡地に店舗や大規模マンションが建設されている。地内は専ら住宅地となっているが、「内谷1号生産緑地地区」などの生産緑地地区も見られる。かつては水田地帯であった。
内谷一丁目のみ新大宮バイパスより西側に位置する。

### 河川
- 笹目川
- 荒川左岸排水路

### 地価
住宅地の地価は、2022年（令和4年）1月1日の公示地価によれば内谷7-6-22の地点で23万6000円/m2となっている。

## 歴史
かつては武蔵国足立郡笹目領に属する内谷村であった。
- 1959年（昭和34年）4月1日  - 戸田町の旧美笹村北部の大字内谷・曲本の各一部、及び松本新田・堤外が分離し、浦和市に編入され[9]、浦和市大字内谷および浦和市の各大字となる。（戸田市に現在も大字内谷の一部が残っている）
- 1976年（昭和51年） - 土地改良事業により大字内谷と大字沼影の各一部と大字曲本から西浦和一丁目〜五丁目が成立した[5][10]（大字内谷・曲本の各一部から一丁目・二丁目[10]、大字内谷・曲本・沼影の各一部から三丁目[10]）。しかし、1978年の住居表示実施により、曲本・沼影（一丁目）・四谷（一丁目）・内谷（四丁目〜七丁目）となり、2年たらずで廃止される。（古い地名を残す声が高まり後年の住居表示実施とともに消滅した）
- 1978年（昭和53年）7月1日 - 住居表示実施により大字内谷と西浦和一丁目及び二丁目の各一部から内谷一丁目〜七丁目が成立[7][10]（大字内谷から内谷一丁目〜三丁目、西浦和二丁目から内谷四丁目と六丁目、西浦和一丁目から内谷五丁目と七丁目[5]）。大字内谷は消滅。
- 1982年（昭和57年）4月1日 - 地内に浦和市立内谷中学校（現、さいたま市立内谷中学校）が開校する。
- 2001年（平成13年）5月1日 - 浦和市が、与野市、大宮市と合併しさいたま市となり、さいたま市の町名となる。
- 2003年（平成15年）4月1日 - さいたま市が政令指定都市に移行しさいたま市南区の町名となる。

## 世帯数と人口
2017年（平成29年）9月1日現在の世帯数と人口は以下の通りである。
| 丁目       | 世帯数    | 人口     |
| ---------- | --------- | -------- |
| 内谷一丁目 | 277世帯   | 654人    |
| 内谷二丁目 | 427世帯   | 980人    |
| 内谷三丁目 | 794世帯   | 1,752人  |
| 内谷四丁目 | 917世帯   | 2,044人  |
| 内谷五丁目 | 1,143世帯 | 2,765人  |
| 内谷六丁目 | 1,071世帯 | 2,440人  |
| 内谷七丁目 | 680世帯   | 1,701人  |
| 計         | 5,309世帯 | 12,336人 |

## 小・中学校の学区
市立小・中学校に通う場合、学区（校区）は以下の通りとなる。
| 丁目       | 番地 | 小学校                   | 中学校                 |
| ---------- | ---- | ------------------------ | ---------------------- |
| 内谷一丁目 | 全域 | さいたま市立田島小学校   | さいたま市立田島中学校 |
| 内谷二丁目 | 全域 | さいたま市立西浦和小学校 | さいたま市立内谷中学校 |
| 内谷三丁目 | 全域 | さいたま市立西浦和小学校 | さいたま市立内谷中学校 |
| 内谷四丁目 | 全域 | さいたま市立沼影小学校   | さいたま市立内谷中学校 |
| 内谷五丁目 | 全域 | さいたま市立沼影小学校   | さいたま市立内谷中学校 |
| 内谷六丁目 | 全域 | さいたま市立辻小学校     | さいたま市立内谷中学校 |
| 内谷七丁目 | 全域 | さいたま市立辻小学校     | さいたま市立内谷中学校 |

## 交通

### 鉄道
東部を埼京線北戸田駅・武蔵浦和駅間および東北新幹線上野・大宮駅間が通るが駅はない。ただし、埼京線・武蔵野線武蔵浦和駅および北戸田駅が徒歩圏内にある。

### 道路
- 首都高速埼玉大宮線
- 国道17号新大宮バイパス
- 埼玉県道79号朝霞蕨線
- 沼影通り

## 寺社・文化財
- 内谷氷川神社 - 桃山期の創建[7]。中世の土器が境内から出土する。
- 真言宗智山派一乗院 - 佐々目地蔵堂として中世から地蔵堂があった[7]。市文化財の三千仏図がある。元は荒川の堤外に所在していたという。
- 天台宗 東光寺
- 恵日山 普門寺 - 足立坂東三十三観音霊場のひとつ
  - 福徳の板石塔婆

## 施設
二丁目
- 松本二公園

三丁目
- 浦和みひかり幼稚園

四丁目
- 内谷四公園

五丁目
- 巣鴨信用金庫

六丁目
- さいたま市立内谷中学校
- 内谷橋公園